# Бращайко Юлій Михайлович
Юлíй Михайлович Бращáйко (* 19 квітня 1879, с. Глибоке, Унґський комітат, Угорське королівство — † 9 жовтня 1955, м. Ужгород) — закарпатський український політичний і культурний діяч, організатор Хустської Народної Ради у 1919. Міністр фінансів і комунікацій Карпатської України. Брат Михайла Бращайка — члена Сойму Карпатської України.

## Життєпис

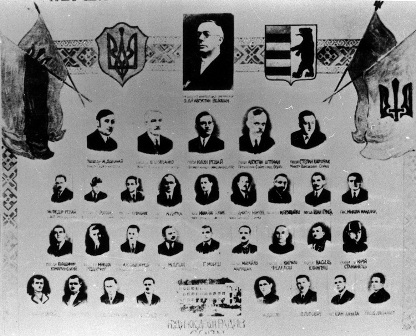
Посли Сойму Карпатської України.
По центру: Президент Карпатської України о. Августин Волошин; Перший ряд зліва направо: Микола Долинай, Юлій Бращайко, Юліян Ревай, Августин Штефан, Степан Клочурак; Другий ряд: Федір Ревай, Степан Росоха, Леонід Романюк, Августин Дутка, Михайло Тулик, Дмитро Німчук, Михайло Бращайко, Іван Грига, Микола Мандзюк; Третій ряд: Володимир Комаринський, Микола Різдорфер, Антон Ернест Олдофреді, Мілош Дрбал, Григорій Мойш, Михайло Марущак, Кирило Феделеш, Василь Климпуш, о. Юрій Станинець; Четвертий ряд: Василь Щобей, Іван Ігнатко, Юрій Пазуханич, Іван Перевузник, Адальберт Довбак, Петро Попович, Іван Качала, Василь Лацанич

Посли Сойму Карпатської України. Зліва направо, зверху вниз: Юліян Ревай, Августин Волошин, Степан Клочурак, Леонід Романюк, Федір Ревай, Августин Штефан, Степан Росоха, Августин Дутка, Юлій Бращайко, Микола Долинай,
Василь Щобей, Володимир Комаринський, Михайло Бращайко, Петро Попович, Василь Климпуш

У міжвоєнний період член багатьох культурних і економічних товариств, один із керівників Християнської народної партії. У 1939 році — посол до Сойму Карпатської України і міністр її останнього уряду.
Народився 19 квітня 1879 року в селі Глибоке поблизу Ужгорода. Закінчив юридичний факультет Будапештського університету. Відкрив у Хусті власну контору й зайнявся адвокатською практикою. Виступав за відокремлення краю від Угорщини та злуку з Україною.
21 січня 1919 відкрив у Хусті «Всенародні збори угро-руського народу», які висловилися за возз'єднання із соборною Україною. Однак Паризька конференція віддала Галичину новонародженій Польщі, а частину Закарпаття зайняли румунські війська. Тимчасова адміністрація заарештувала Ю.Бращайка і засудила до страти як «неблагонадійного політика». Від неминучої смерті адвоката врятувало досконале знання права — він домігся апеляційного перегляду вироку, а потім і звільнення.
Після включення краю до складу Чехословаччини Ю.Бращайко був серед ініціаторів створення культурно-освітнього товариства «Просвіта», став першим його головою й очолював до 1939 року. Завдяки Ю.Бращайку (значною мірою на його кошти) в Ужгороді побудували Народний дім товариства.
Ю.Бращайко став одним із засновників Руської хліборобської партії, допомагав організовувати різноманітні кредитні й господарські спілки, очолював «Підкарпатський банк» та Союз адвокатів Підкарпатської Русі, був головою товариства військових інвалідів, вдів і сиріт «Надія».
Під час подій жовтня 1938—березня 1939 р. Ю.Бращайко був депутатом сойму, міністром фінансів в уряді Карпатської України. Перед угорською окупацією він виїздив до Будапешта з місією, яка намагалася домовитися про автономію краю в складі Угорщини, а після її провалу повернувся на Закарпаття й зайнявся адвокатською практикою. У 1942 р. звинувачений у створенні антиугорської військової організації і заарештований. Кілька місяців він разом з іншими діячами Карпатської України провів у катівні Ковнер у Мукачевому. Звинувачення не підтвердилося, тому невдовзі Ю.Бращайка звільнили, і він повернувся до своєї звичної роботи.
30 листопада 1944, через місяць після окупації Закарпаття Червоною армією, Бращайка взяв під варту Хустський народний комітет і передав радянській армійській контррозвідці — СМЕРШу. У січні 1945 кримінальну справу закрили, і Ю.Бращайка відправили у виправно-трудовий табір у Єнакієве Донецької області на каторжні роботи в шахти. Восени 1945 після фільтраційної перевірки його звільнили й дозволили повернутися на Закарпаття.
Написав спогади «Що видів я на Закарпаттю від року 1918 до року 1946»